# فریدریش کارل فلوریان
فریدریش کارل فلوریان (به آلمانی: Friedrich Karl Florian) (زاده ۴ فوریه ۱۸۹۴ - درگذشته ۲۴ اکتبر ۱۹۷۵) یک سیاستمدار آلمانی در دوره رایش سوم و از ۱ ژانویه ۱۹۳۰ تا ۸ می ۱۹۴۵ گولایتر دوسلدورف بود.